# Pokémon (anime)
A Pocket Monsters (ポケットモンスター; Hepburn: Poketto Monszutá) – röviden Pokémon (ポケモン; Hepburn: Pokemon) japán animesorozat, amely a Pokémon videójátékok adaptációja, a Pokémon franchise része. Az amerikai rövidített kifejezésben é-betűként az e-betű egyedülálló módosítása az angoloktól valójában öe-kiejtésre utal - az angol ABC-ből megszokott - i helyett, miközben valójában nem is tudnak é-betűt használni. Ezt az írást minden ország átvette saját kiejtésekkel, így Magyarországon eredetileg az RTL által valódi é-betű lett belőle. Bár azt követően némelyik mozifilmben hibásan e-betű vagy e-kiejtés lett alkalmazva.
A Pokémon összesen nyolc kronológiai sorrendben lévő folytatólagos szériából épül fel Japánban, amelyek a videójáték-sorozat különböző változataiból merítenek inspirációt: az eredeti széria, a Gold & Silver (Arany és Ezüst) széria, A Ruby & Sapphire (Rubin és Szafír) széria, a Diamond & Pearl (Gyémánt és igazgyöngy) széria, a Black & White széria, az XY széria, a Sun & Moon széria és a Journeys (Utazás) széria. A nemzetközi sugárzás során ezt a nyolc szériát eddig összesen 25 különböző évadra bontották.
Készült egy spin-off sorozat is, a Pokémon Sunday (előzőleg Weekly Pokémon Broadcasting Station), amely történeteket sugárzott néhány visszatérő szereplőről. A történetek amerikai címe Pokémon Chronicles volt, de Japánban Pokémon Side Story néven ismerik.
Készült egy újabb spin-off sorozat is ami a Pokémon Generations névre hallgat és csak a Youtube-on elérhető.
Magyarországon kezdeti sikeres fellendülés után nagyon zavarodottan és hányattatottan alakult a sorsa. Az RTL az amerikai változatot először 2000-2001 között 104 részig - a 2. liga-szezon közepéig - vetítette, kb. 1 év elteltével ismétlést követően a 156. részig folytatta, ekkor ezzel a teljes első Johto szezonig jutott, és további folytatás hosszú ideig elmaradt. A főcímdalhoz és a váltakozó záró betétdalokhoz készült magyar változat, a dalok megjelentek két CD-n, mindemellett nálunk is megjelent a ráépülő iparág különböző játékokkal komplett Pokémon-jelenségként vagy úgyszólván a 2. főcímdal szerinti Pokémon-lázként. Időközben a Dragon Ball Z botránya miatt aggályoskodó szülők csőlátással rohamosan bejelentették a Pokémont és az ORTT vizsgálni kezdte. Az ORTT valójában teljesen ellenkező módon azt állapította meg, hogy a Pokémon szinte ártalmatlan és nem szükséges semmilyen eljárás. A kedélyek elcsitultak és a rövid történet nem marta el a sorozat sikerét. Ám az egyre erősödő Pokémon-jelenség miatt az ORTT másra figyelt fel és az első főcímdal miatt adott ki egy vádiratot, miszerint a "Szerezd meg hát mind!" felszólítás bújtatott marketing-propaganda és egyedül ez káros a gyerekek számára. Ezért az RTL-nek le kellett vennie a dalszöveget, de akkoriban már befejezte a vetítést és ez így évekkel később derült ki. Ezt követően a Jetix elkérte és vetítette az 53-156 közötti epizódokat. 2004-ben az A+ csatorna az 1-52 közötti epizódokat kezdte vetíteni. (A magyar főcímdal utóbbi adókon külföldi joghatóság miatt megmaradt.) Az A+ adóra valamiképpen soha nem jutott el az 53-156 közötti adag. Ellenben 2006-ban nagy meglepetésként a 4. szezonnal folytatta a sorozatot, ami - közepes változtatásokkal - az RTL által rendelkezett szinkronnal. A főcímdal megmaradt angolként és - a főszereplő hangadójával együtt - több változás történt a szinkronstábban. Az A+ weboldala a rendelkezési hosszúságot 168 résznek írta, ami a helyzetek függvényében valójában sehogyan nem lehetett 1-168 rész között. Egészen pontosan nem adott választ az A+, de az Advanced szezonok nélkül jelezve a 4.-5. szezon 52. és 64. epizódjait számolta így ki a régi 52 részhez. Végül úgy alakult, hogy tényleg nem vetítette sokáig. 2006. szeptemberig az 5. szezon elejéig jutott el, amikor hirtelen tulajdonos-váltással adásváltozás történt és a sorozat itt soha többé nem került képernyőre. Az RTL 2007-ben teljesen elölről kezdte a sorozatot a magyar énekhang letörlésével és minden eddigi epizód folyamatos levetítésével eljutott az Advanced szezonokig. Ekkor már olyan információ érkezett egy Pokémon oldal szerkesztőjétől, hogy 8. szezonig biztosan birtokolja az RTL. Az énekhang a 2.-3. szezonokról is le lett törölve, a további szezonokon maradt az angol ének. Ám ekkor problémák indultak. Az ORTT 2009. május 9.-én és 10.-én vetített - 6. szezonhoz tartozó - epizódokra kisebb szankciót alkalmazott azáltal, hogy a sorozattól szokatlan erőszakosabb folytatásos téma miatt szükséges lett volna 12+ korhatár. (Akkoriban 12 éven aluliak számára nagykorú felügyelettel.) A vádirat megérkezése után az RTL a VII/3. résszel abbahagyta a vetítést. Mivel az RTL-nek nem szokása a rajzfilmeket epizódonként besorolni, ezért át akarta iktatni a sorozat egész vetítését 12+ korhatárba és ahhoz új időpontot kellett volna találni a Kölyökklub helyett. De a sorozat eltűnt az RTL-ről. Nagyjából pont eközben újabb meglepetésként a Jetix - az Advanced szezonok átugrásával - elkezdte vetíteni a Diamond & Pearl szezonokat "Pokémon: Gyémánt és Igazgyöngy" sorozat-címmel és teljesen új szinkronstábbal. A teljesen új stáb egyben negatív visszhangot is kapott a rajongóktól és minőségi romlásnak vélték. Emellett a Jetix magyar főcímdalokat kért. A 3 Advanced szezon és a Battle Frontier szezon átugrása új magyar címmel azt tanúsítja, hogy az RTL valóban birtokolta a 8. vagy akár a 9. szezonig és utána az amerikai forgalmazó már új jogosultságként kezeli a következő liga-történeteket. A 9. szezon joghatása ráadásul kérdéses, ugyanis Kanto ligából visszatérve rövid átmeneti történetnek tekinthető az Advanced szereplőkkel. 2011-ben az RTL váratlanul csak a IV/1. részt vetítette 12+ korhatárral, újabb ismeretlen okból ezzel el is kaszálta a sorozatot és az elejétől 9 szezonig bezárólag soha többé nem került adásba. Azóta pedig létezik 6-os korhatár és az NMHH 2011. évi kiterjedő felülvizsgálata alapján a sorozat 6-os korhatárral vetíthető. Hozzátartozhat a körülményekhez, hogy ennyi év után is csak heti 2 résszel vetített ennyi epizódot és követhetetlenné vált. Sokkal később az Utazás szezonok megjelentek magyarul a Netflixen és a szinkron újra pozitívabb véleményeket kaptak, bár ugyanúgy történtek változtatások. Így hézagos kimaradások után Ash történetének vége látható magyarul. Köztes szezonok pedig teljesen kimaradtak Magyarországon. Mindemellett 2011-ig az RTL időnként vetítette a mozifilmeket a 6. nagyfilmig bezárólag, illetve némelyik film más szinkronnal máshol is megjelent. A mozifilmek kezdetben a sorozathoz igazodva korhatár nélkül kerültek adásba, később - valójában szankció nélkül - 12+ korhatárt kaptak még 156 rész vetítése idején.

## Cselekmény
A Pokémon anime sorozat a videójátékok feldolgozása, de nem követi szorosan azok cselekményeit. A Pokémon anime Ash Ketchum utazásait mutatja be, amelyeken barátaival együtt fedezi fel a pokémonok lakta világot. Ash célja, hogy pokémon-mester legyen. Az út során számos pokémonnal és edzővel találkozik.

### Az eredeti sorozat
Az eredeti sorozat -, amelyet Pocket Monsters, vagy a nyugati országokban Pokémon (illetve "Pokémon: Szerezd meg hát mind!") címen jegyeznek -, Ash első napjával kezdődik, amikor megkapja élete első pokémonját. A játékban választható első pokémonoktól (Bulbasaur, Charmander, Squirtle) eltérően az animében Ash Pikachut kapja meg. Az első sorozat a két pokémon videójáték, a Pokémon Blue és Pokémon Red történetét követi nyomon a Kanto régióban. Ash-hez csatlakozik Brock, az ónvárosi terem edzője, és Misty, az azúrkékvárosi terem vezetőinek húga. Ash legnagyobb vetélytársa Oak professzor unokája, Gary. Ash-t egy eleinte veszélyesnek tűnő tolvajbanda, a Rakéta csapat is üldözőbe veszi, hogy elrabolják a különlegesnek és ritkának vélt Pikachuját.
Ash utazása az Indigó liga után is folytatódik, ezúttal az Orange-szigeteken. A szigetek kizárólag az animében szerepelnek. Brock-ot új szereplő váltja le Tracey Sketchit személyében, aki művész és pokémon-megfigyelő. Ash és Misty egy baleset folytán az Orange-szigetekre kerülnek, ahol Ash úgy dönt, hogy benevez a helyi bajnokságra. Ash és barátai többnyire Lapras hátán utaznak szigetről szigetre. Ash végül megküzd az Orange liga bajnokával, és bekerül a Bajnokcsarnokba. Otthon találkozik Brock-kal, aki úgy dönt, hogy elkíséri Ash-t és Misty-t új utazásukra, a Johto régióba.
A következő három évad a videójátékokban szereplő pokémonok második generációját mutatja be. A fiatalok kalandjai a pokémon világ nyugati részén, a Johto régióban játszódnak. A "Pokémon: Utazások Johto-ban", a "Pokémon: Johto League Champions", és a "Pokémon: Master Quest" évadok alatt Ash részt vesz az Örvény-szigeteki Örvény Ligában, majd a Johto Ligában is. A sorozat végén Misty Azúrkékvárosban marad, így kilép a sorozatból.

### Pokémon: Advanced Generation
A történet a "Pokémon: Advanced", a "Pokémon: Advanced Challenge", a "Pokémon: Advanced Battle", és a "Pokémon: Battle Frontier" szezonokkal folytatódik, melyek igazából már a Pokémon második sorozatát, a "Pokémon: Advanced Generation"-t képzik. Itt találkozhatunk a videójátékokban szereplő harmadik pokémon-generációval, amelynek pokémonjai a pokémon-világban délre eső Hoenn régióban élnek. A hoenni kalandok során Ash-hez és Brock-hoz két új főszereplő csatlakozik May és Max személyében. May egy ifjú pokémon edző, aki igen tudatlan még a pokémonok világában, így Ash veszi őt a szárnyai alá, és egy ideig tanítgatja. A lány öccse, Max nem pokémon edző, hiszen még túl fiatal hozzá, mégis rengeteg információt tud a pokémonokról, ami gyakran a fiatalok hasznára válik. A Rakéta csapat mellett új negatív szereplők lépnek színre: az Aqua csapat, és a Magma csapat.
Az évadok során új küzdelmi formával is megismerkedhetünk, melyet pokémon versenyeknek neveznek. A versenyek során nem csupán a harci tapasztalat a fontos: a Pokémonok támadásainak nemcsak erősnek, hanem szépnek és pontosnak is kell lenniük. A Pokémonok támadását zsűri értékeli, ezért elsősorban nem az a cél, hogy az edző legyőzze ellenfelét, hanem az, hogy a közönséget lenyűgöző technikákkal mutassa meg Pokémonja képességeit. Minden egyes megnyert verseny után szalagokat kap az edző. Öt szalag megszerzése esetén az edző elindulhat a Nagy Fesztiválon, ahol megnyerheti a Szalag Kupát. A versenyeken részt vevő Pokémon edzőket koordinátoroknak nevezzük. Az Advanced Generation sorozatban találkozunk először koordinátorokkal: May is úgy dönt, koordinátor lesz. Ash-t az Advanced Generation során egyáltalán nem érdekli a Pokémon-verseny. Nemcsak May-t, hanem Jessie-t, a Rakéta Csapat tagját is elsőre magával ragadják a versenyek. Az Advanced Generation a Pokémon Ruby és Sapphire videójátékok történetét követi.
A Battle Frontier sorozat érdekessége, hogy az előbbi sorozatokkal ellentétben egyszerre több történetet dolgoz fel, összeolvasztva: a Pokémon Emerald-ot és a Pokémon FireRedet. A Pokémon Emerald elemei a Battle Frontier, a hét Frontier Brain és -szimbólum. A FireRed-re emlékeztet, hogy Ash újra a Kantó régióba látogat, sőt, még az Indigó-fennsíkon is jár, ráadásul Oak-nál pihenő régi Pokémonjai is újra felbukkannak a régi sorozatra emlékeztetve. Továbbra is May, Max és Brock tart Ash-sel. Kantóban is rendeznek Nagy Fesztivált, ezért May itt is benevez versenyekre, hogy végre megnyerhesse a Szalag Kupát. A sorozatban megismerhetjük a Battle Frontier nevű létesítményeket, ahol különleges csaták révén kell Ash-nek és Pokémonjainak bizonyítaniuk. A Battle Frontier végén Ash megígéri Max-nek, hogy megküzdenek egymással, ha Max megkapta az első pokémonját, May pedig elindul a Johto-beli Nagy Fesztiválra.

### Pokémon: Diamond and Pearl
A Pokémon következő sorozata "Pokémon: Diamond and Pearl" névre hallgat, amely megegyezik annak a videójátéknak a címével, amiről a történetet mintázták. (Eredetileg "Pocket Monsters: Diamond and Pearl".) Ebben a sorozatban a nézők a negyedik generáció pokémonjaival ismerkedhetnek meg. Ash a pokémon-világ északi részére, a Sinnoh régióba utazik, s bár tervei szerint ide is csak Pikachut vitte volna magával, Aipom is követi a hajóra. Ash-hez és Brock-hoz csatlakozik Dawn is, aki egy kezdő koordinátor. Története úgy kezdődik, hogy megkapja élete első pokémonját, Piplup-ot. A Rakéta csapat szintén követi a Sinnoh vidékre a fiatalokat. Ash egy új, elszánt és meglehetősen mogorva vetélytársra lel Paul személyében. Kettejük stratégiája nagyon különbözik egymástól, s Paulnak még sok mindent kell tanulnia Ash-től, bár ezt ő nem szívesen vallja be magának. Megjelenik egy újabb gonosz szervezet, a Team Galactic is, akik egy új világot szeretnének teremteni – még ha ez a régi elpusztításával jár is. Színre lép egy veszélyes pokémon-vadász, J is, aki ritka pokémonokat ejt foglyul és ad el tisztességtelen gyűjtőknek. A Diamond and Pearl sorozat története kidolgozottabb, mint az előző sorozatoké, sokkal több szereplővel. Valamivel több erőszak és dráma van benne elődeinél, ez többnyire Paultól ered, aki kemény kézzel bánik pokémonjaival, főleg Chimcharral, akit el is taszít magától. Nagyobb hangsúly van fektetve Ash és Dawn barátságára is, és Piplup már-már Pikachuhoz hasonló jelentőséget kap. A D&P második évadjának címe Battle Dimension. Magyarul Csatadimenzió címen futott a Jetix csatornán.

### Pokémon: Black and White
Ash & Pikachu kalandja az Unova régión folytatódik.

### Pokémon: XY
Ash & Pikachu kalandja a Kalos régión folytatódik.
Útközben találkozik Clemmonttal és Bonnie-val, nem sokkal később gyerekkori barátja, Serena is hozzájuk csatlakozik.

### Pokémon: Sun and Moon
Ash & Pikachu kalandja az Alola régión folytatódik, itt már nem a megszokott jelvény megszerzésről szól, mert most már Z-kristályokat kell gyűjteni.

### Pokémon Journeys
Ash és Pikachu kalandjai tovább folytatódik, de ezúttal nem a jelvény szerzésről szól, hanem hogy az összes régiót bejárják új barátjával Goh-val. Ash minden edzőt le akar győzni, hogy elérje a mester szintet és ezzel legyőzhesse a Galar régió bajnokát, Leon-t és Pokémon mesterré váljon. Goh pedig el akarja kapni a régió összes Pokémonját, és nem utolsó sorban elkaphassa Mew-t, a misztikus Pokémont.

## Szereplők

### Főszereplők
| Szereplők               | Japán hang                                                      | Angol hang                                                                                              | Magyar hang                                                                                     |
| ----------------------- | --------------------------------------------------------------- | --- | ----------------------------------------------------------------------------------------------- |
| Narrátor                | Unshō Ishizuka (1–21. évad) Kenyu Horiuchi (22. évadtól)        | Rodger Parsons (1–6., 9. évadtól) Mike Pollock (7–8. évad)                                              | Tarján Péter (1–7., 23 évadtól) Vass Gábor (10–12. évad)                                        |
| Ash Ketchum (Satoshi)   | Rica Matsumoto                                                  | Veronica Taylor (4Kids) Sarah Natochenny (TPCI)                                                         | Szvetlov Balázs (1-3, 12. évad) Ungvári Gergely (4-7. évad) Szalay Csongor (10-11, 23. évadtól) |
| Pikachu                 | Ikue Ōtani                                                      | Ikue Ōtani                                                                                              | Ikue Ōtani                                                                                      |
| Misty (Kasumi)          | Iizuka Majumi                                                   | Rachael Lillis (4Kids) Michele Knotz (TPCI)                                                             | Dudás Eszter                                                                                    |
| Brock (Takeshi)         | Yūji Ueda                                                       | Eric Stuart (4Kids) Bill Rogers (TPCI)                                                                  | Sótonyi Gábor (1-7, 12. évad) Zámbori Soma (10-11. évad)                                        |
| Jessie (Musashi)        | Hajasibara Megumi                                               | Rachael Lillis (4Kids) Michele Knotz (TPCI)                                                             | Kiss Erika                                                                                      |
| James (Kojirō)          | Shin-ichirō Miki                                                | Ted Lewis (4Kids, 1–8. rész) Eric Stuart (4Kids, 1x9–8x52. rész) James Carter Cathcart (TPCI)           | Tóth Tamás (1-7. évad) Markovics Tamás (10-12, 23. évadtól)                                     |
| Meowth (Nyarth)         | Inuko Inuyama                                                   | Nathan Price (4Kids, 1–31. rész) Maddie Blaustein (4Kids, 1x32–8x52. rész) James Carter Cathcart (TPCI) | Minárovits Péter (1-3. évad) Szokol Péter (4-7, 10-12, 23. évadtól)                             |
| Tracey Sketchit (Kenji) | Tomokazu Seki                                                   | Ted Lewis Craig Blair (9. évad)                                                                         | Markovics Tamás (2. évad) Kisfalusi Lehel (5–12. évad)                                          |
| May (Haruka)            | Kaori Suzuki                                                    | Veronica Taylor (4Kids) Michele Knotz (TPCI)                                                            | Talmács Márta (6-7. évadig) Csondor Kata (11. évad)                                             |
| Max (Masato)            | Fushigi Yamada                                                  | Amy Birnbaum (4Kids) Kayzie Rogers (TPCI)                                                               | Czető Ádám (6x03–13. rész) Jelinek Márk (6x14–7x03)                                             |
| Dawn (Hikari)           | Megumi Toyoguchi                                                | Emily Bauer                                                                                             | Vágó Bernadett Laudon Andrea (Az Arceus-krónikák)                                               |
| Iris                    | Aoi Yūki                                                        | Eileen Stevens (14–24. évad) Anairis Quiñones (25. évadtól)                                             | Schmidt Karolina                                                                                |
| Cilan (Dent)            | Mamoru Miyano                                                   | Jason Griffith                                                                                          | N/A                                                                                             |
| Serena                  | Mayuki Makiguchi                                                | Haven Burton-Paschall                                                                                   | Ágoston Katalin                                                                                 |
| Clemont (Citron)        | Yūki Kaji                                                       | Michael Liscio Jr.                                                                                      | Kerek Dávid                                                                                     |
| Bonnie (Eureka)         | Mariya Ise (803–887., 903–942. rész) Mika Kanai (888–902. rész) | Alyson Leigh Rosenfeld                                                                                  | Hegedűs Johanna                                                                                 |
| Lillie (Lilie)          | Kei Shindō                                                      | Laurie Hymes                                                                                            | Koós Boglárka (23. évad) Csifó Dorina (25. évad)                                                |
| Kiawe (Kaki)            | Kaito Ishikawa                                                  | Marc Swint                                                                                              | Bán Bálint (23. évad) Antal Bálint (25. évad)                                                   |
| Mallow (Mao)            | Reina Ueda                                                      | Rebecca Soler (20-22. évad) Emily Cramer (23. évadtól)                                                  | Jeney Luca                                                                                      |
| Lana (Suiren)           | Hitomi Kikuchi                                                  | Rosie Reyes                                                                                             | Mosolygó Sára (23. évad) Mayer Szonja (25. évad)                                                |
| Sophocles (Māmane)      | Fumiko Takekuma                                                 | Alyson Leigh Rosenfeld                                                                                  | Pásztor Dániel                                                                                  |
| Goh (Gō)                | Daiki Yamashita                                                 | Zeno Robinson                                                                                           | Kenéz Ágoston                                                                                   |
| Liko                    | Szuzuki Minori                                                  | Alejandra Reynoso                                                                                       | N/A                                                                                             |
| Roy                     | Tereszaki Juki                                                  | Anjali Kunapaneni                                                                                       | N/A                                                                                             |

### Mellékszereplők
| Szereplők                                | Japán hang | Angol hang | Magyar hang                                                                                      |
| ---------------------------------------- | --- | --- | ------------------------------------------------------------------------------------------------ |
| Gary Oak (Shigeru Ōkido)                 | Yuko Kobayashi | James Carter Cathcart | Hamvas Dániel (1., 4-5., 24. évad) Előd Álmos (10-12. évad) Lukács Ádám (25. évad)               |
| Ritchie (Hiroshi)                        | Minami Takayama | Tara Jayne | Szalay Csongor (1. évad) Jelinek Márk (5. évadtól)                                               |
| Harrison (Hazuki)                        | Katsumi Toriumi | Wayne Grayson | Bartucz Attila                                                                                   |
| Drew (Shū)                               | Mitsuki Saiga | Oliver Wyman (4Kids) Bill Rogers (TPCI) | Hamvas Dániel                                                                                    |
| Harley (Hārī)                            | Jun'ichi Kanemaru | Andrew Rannells (4Kids) Bill Timoney (TPCI) | ismeretlen                                                                                       |
| Paul (Shinji)                            | Kiyotaka Furushima | Julián Rebolledo | Kisfalusi Lehel (10-12. évad) Fehér Tibor (25. évad)                                             |
| Barry (Jun)                              | Tatsuhisa Suzuki | Jamie McGonnigal | Bartucz Attila                                                                                   |
| Nando (Naoshi)                           | Kazuya Nakai | Bill Timoney | Pálmai Szabolcs                                                                                  |
| Conway (Kōhei)                           | Kōzō Mito | Bill Timoney | Joó Gábor                                                                                        |
| Zoey (Nozomi)                            | Risa Hayamizu | Emlyn Morinelli McFarland | Timkó Eszter                                                                                     |
| Kenny (Kengo)                            | Yūko Mita | Rhonda Krempa (10-12. évad) Erica Schroeder (13. évadtól)                                                                                                  | Timon Barna                                                                                      |
| Gladion (Glazio)                         | Nobuhiko Okamoto | Eddy Lee | László Gáspár (23. évad) Bíró Kristóf (25. évad)                                                 |
| Rinto                                    | Amaszaki Kóhei | Khoi Dao | Nikas Dániel                                                                                     |
| Marnie (Marī)                            | Ogura Jui | Hayden Daviau | Kiss Nikolett                                                                                    |
| Horace (Tokio)                           | Tagaki Ajahi | Jenny Yokobori | Berecz Kristóf Uwe                                                                               |
| Erika                                    | Hikami Kjóko | Leah Applebaum (4kids) Nathalie Gorham (TPCi, 1. hang) Lauren Landa (TPCi, 2. hang)                                                                        | Kelemen Kata                                                                                     |
| Volkner (Denji)                          | Nodzsima Hirofumi | Eli James (10–13. évad) Griffin Puatu (23–25. évad) | Borbíró András                                                                                   |
| Korrina (Corni)                          | Yuka Terasaki | Lisa Ortiz | Hermann Lilla                                                                                    |
| Bea (Saitou)                             | Yōko Hikasa | Tiana Camacho | Vadász Bea                                                                                       |
| Allister (Onion)                         | Miura Csiuuki | Ryan Bartley | Rostás Ábel                                                                                      |
| Raihan (Kibana)                          | Szuzuki Tacuhisza (1. hang) Macuoka Josicugu (2. hang) | Danny Kramer | Renácz Zoltán (23. évad) Joó Gábor (24. évadtól)                                                 |
| Piers (Nezu)                             | Simono Hiro | Howard Wang | Kerek Dávid                                                                                      |
| Opal (Popura)                            | Otori Joshino | Marin Miller | Tímár Éva                                                                                        |
| Lance (Wataru)                           | Ciba Szuszumu | Wayne Grayson | Seder Gábor                                                                                      |
| Cynthia (Shirona)                        | Tomo Sakurai | Emily Bauer | Kiss Virág                                                                                       |
| Leon (Dande)                             | Daisuke Ono | Alejandro Saab | Nagy Gereben (23-24. évad) Czető Roland (25. évadtól)                                            |
| Samuel Oak professzor (Professor Okido)  | Unshō Ishizuka (1–21. évad) Kenyu Horiuchi (22. évadtól) | Stuart Zagnit (4Kids) James Carter Cathcart (TPCI) | Kőszegi Ákos (1-3, 12, 23. évadtól) Vass Gábor (4-6. évad) Imre István (10-11. évad)             |
| Elm professzor (Professor Utsugi)        | Kazuhiko Inoue | Paul Frank | Katona Zoltán                                                                                    |
| Birch professzor (Professor Odamaki)     | Fumihiko Tachiki | Dan Green | Faragó András                                                                                    |
| Rowan professzor (Professor Nanakamado)  | Iemasa Kayumi (1. hang) Cuda Eizo (2. hang) | Sean Reyes | Szokolay Ottó                                                                                    |
| Kukui professzor (Professor Kukui )      | Keiichi Nakagawa | Abe Goldfarb | Magyar Bálint                                                                                    |
| Burnet professzor (Professor Burnet)     | Sachi Kokuryū | Melissa Hope | Vámos Mónika                                                                                     |
| Cerise professzor (Professor Sakuragi)   | Yūichi Nakamura | Ray Chase | Sztarenki Pál                                                                                    |
| Magnolia professzor (Dr. Magnolia)       | Shoko Tsuda | Mary O'Brady | Zsurzs Kati                                                                                      |
| Sonia                                    | Marina Inoue | Brittany Cox | Veszelovszki Janka                                                                               |
| Amaranth professzor (Professor Amaranth) | Nisidzsima Joicsi | J. Michael Tatum | Barbinek Péter                                                                                   |
| Giovanni (Sakaki)                        | Hirotaka Suzuoki (1-8. évad) Kenta Miyake (10. évadtól) | Ted Lewis (1-8. 11. évadtól) Craig Blair (9-10. évad) | Vass Gábor (1-2. évad) Pál Tamás (23. évad)                                                      |
| Butch (Kosaburō)                         | Takehito Koyasu | Eric Stuart (4Kids) James Carter Cathcart (TPCI) | Seder Gábor (11–12. évad)                                                                        |
| Cassidy (Yamato)                         | Masako Katsuki | Megan Hollingshead (4Kids, 1. hang) Andy Whaley (4Kids, 2. hang) Emlyn Morinelli McFarland (TPCI)                                                          | Timkó Eszter (11–12. évad) Dobó Enikő (25. évad)                                                 |
| Namba professzor                         | Ichirō Nagai | James Carter Cathcart | Pálfai Péter (5. évad)                                                                           |
| Matori                                   | Aszai Kijomi | Emily Jenness | Rigler Renáta                                                                                    |
| Cyrus (Akagi)                            | Kenta Miyake | Sean Schemmel | Vári Attila                                                                                      |
| Rose elnök úr                            | Kenichirou Matsuda | Barron Bass | Jakab Csaba                                                                                      |
| Oleana (Olive)                           | Atsuko Yuya | Jennifer Losi | Hábermann Lívia                                                                                  |
| J                                        | Takako Honda | Shannon Conley | Agócs Judit                                                                                      |
| Delia Ketchum (Hanako)                   | Masami Toyoshima | Veronica Taylor (4Kids) Sarah Natochenny (TPCI) | Menszátor Magdolna (1. évad) Szórádi Erika (5, 23. évadtól)                                      |
| Joy nővér (Jōi)                          | Ayako Shiraishi (1–229. rész) Yuriko Yamaguchi (245–488., 517-656. rész) Inoue Kikuko (491-516. rész) Chika Fujimura (659-795. rész) Chinatsu Akasaki (802 résztől) | Megan Hollingshead (1–6, 23. évadtól) Michele Knotz (9–13. évad) Alyson Leigh Rosenfeld (14–16. évad) Kate Bristol (17–19. évad) Suzy Myers (20–22. évadt) | Oláh Orsolya (1-7., 24. évadtól) Varga Lili (23. évad)                                           |
| Jenny rendőrtiszt (Junsar)               | Chinami Nishimura (2–632. rész) Chiaki Takahashi (663–795. rész) Chiemi Ishimatsu (801 résztől)                                                                     | Lee Quick (1–7. évad) Jamie Davyous Owens (8. évad) Emlyn Morinelli McFarland (9–13. évad) Emily Bauer (14–16., 23. évad) Saskia Maarleveld (17–19. évad)  | Németh Borbála (1. évad néhányszor) Árkosi Katalin (1-6. évad) Molnár Ilona (10-12, 23. évadtól) |
| Johanna (Ayako)                          | Makoto Tsumura | Sarah Natochenny | Molnár Ilona (10. évad néhányszor) Keviczky Szilvia (24. évad)                                   |
| Rotom Pokédex                            | Daisuke Namikawa | Roger Callagy | Fekete Zoltán                                                                                    |
| Lusamine                                 | Sayaka Kinoshita | Bobbi Hartley | Solecki Janka                                                                                    |
| Mohn                                     | Jiro Saito | Jeremy Levy | Barabás Kiss Zoltán                                                                              |
| Chloe (Koharu)                           | Hanazava Kana | Cherami Leigh | Pekár Adrienn                                                                                    |
| Danika (Asahi)                           | Siarisi Rjoko | Anjali Kunapaneni | Szabó Zselyke                                                                                    |
| Quillon (Tsurugi)                        | Kamija Hirosi | Max Mittelman | Kádár-Szabó Bence                                                                                |

### Magyar változat
- Magyar szöveg: Imri László (23–25. évad)
- Hangmérnök: Hegede Béla (23. évad), Gajda Mátyás (25. évad)
- Vágó: Kránitz Bence (23., 25 évad)
- Dalszöveg: Nádasi Veronika (23. évad), Cseh Dávid Péter (25. évad)
- Zenei rendező: Posta Victor (23. évad), Weichinger Kálmán (25. évad)
- Szinkronrendező: Dezsőffy Rajz Katalin (23., 25. évad), Joó Gábor (24. évad)
- Gyártásvezető: Derzsi Kovács Éva  (23., 25. évad)
- Produkciós vezető: Haramia Judit (23., 25. évad)

A szinkront az Iyuno Hungary (23., 25. évad) és a Direct Dub Studios (24. évad) készítette.

## Kritikák

### Kihagyott epizódok
A Pokémon animét Japánban három hónapra betiltották, mivel a Pikachu elektromos támadásait kísérő fényeffektek túl gyorsan váltották egymást, és ez az arra érzékeny nézőkből epilepsziás rohamot vagy émelygést váltott ki. Az incidens óta a készítők más módszerrel animálják az elektromos támadásokat és minden epizód elején a japán verzióban egy felirat figyelmeztet az epilepsziás rohamok elleni óvintézkedések betartására.
Az Egyesült Államokban és ennek következtében Európában is két rész került tiltólistára: a Jynx nevű, tévesen az afroamerikaiak rasszista ábrázolásának titulált Pokémon jelenléte miatt: The Ice Cave! és a Holiday Hi-Jynx.
Három részt kihagytak az amerikai Cartoon Networkön 2001 után leadott ismétlései közül a Szeptember 11-ei terrortámadásokkal összevonható párhuzamai miatt: a Tentacool and Tentacruel, a The Tower of Terror és az A Scare in the Air című részeket. A kihagyott részek a következők:
- Az eredeti, 18. részt 2000. június 24-én sugározták az Államokban. Azért tiltották be Amerikában, mert James egy női szépségversenyen indult, hamis mellekkel (nem is kicsikkel) és rossz benyomást tett volna a gyerekekre. Először "leoperálták" James műmelleit, utána szinkronizálták, de végül úgy döntöttek, hogy nem adják le azt a részt. Tehát mi, magyarok sem láthattuk.
- 19. rész, Tentacool and Tentacruel, azaz Tentacool és Tentacruel. A részben egy hatalmasra megnőtt Tentacruel rombol le egy felhőkarcolót. A szeptember 11-i terrortámadás után egy időre betiltották.
- A 23. rész eredeti címe "The Tower of Terror", azaz a Terror Tornya volt. Nem is a tartalom, inkább a címe miatt került tiltólistára. A részt többször is leadták Amerikában, azonban a szeptember 11-i események után egy időre betiltották. Később újra engedélyezték a leadását.
- 35. rész, The Legend of Dratini, azaz Dratini legendája. Ez volt az első rész, amit a szinkronizálás közben tiltottak be. A rész folyamán többször fegyverrel fenyegetnek embereket, és figyelmeztető lövések is eldörrennek. Miaú Hitler-bajusszal jelenik meg. Mivel az amerikaiak elég érzékenyek a fegyverek jelenlétére a gyermekműsorokban, főleg, ha gyermekeket fenyegetnek fegyverrel, így ez a rész Észak-Amerikában sosem került vetítésre. A rész kihagyása azonban problémát vet fel a történetben: Ash az epizódban befog 30 Taurost, amik a későbbi részekben megjelennek, azonban ezen rész hiányában nincs rá magyarázat, mikor is szerezte őket Ash.
- Japánban a 38. részt – aminek a címe "Porygon, az elektromos harcos" (japánul: Dennó szensi Porygon; 電脳戦士ポリゴン, angolul: Electric Soldier Porygon); A részt csupán egyetlenegyszer adták le, Japánban, 1997. december 16-án helyi idő szerint 18:30-kor. Közvetlenül az adást követően 685 (310 fiú, 375 lány) epilepsziás rohamot jelentettek, 150-nél többen kórházba is kerültek, hála a fényhatások új animálási módjának. "Csak" két gyermek maradt 2 hétnél tovább kórházban. Az epizód nagy részében erős villanások, olykor hirtelen, teljes képernyőt elborítő, vakító fehér villanások töltik ki. Az eset után a részt minden országból, így hazánkból is, kitiltották. Több fájlmegosztó portálon is megtekinthető az angolul azóta feliratozott rész.
- 39. rész, Holiday Hi-Jynx, az első epizód, amit Jynx jelenléte miatt tiltottak be.
- 82. rész, A Scare in the Air, (fenyegetés a légből) a címe miatt tiltották be Amerikában, szintén szeptember 11 után. Később új névvel, Spirits in the Sky ismét sugárzásra került.
- 252. rész, The Ice Cave, azaz a Jégbarlang. A második epizód, amit Jynx jelenléte miatt bannoltak. Nehezményezték az epizódban feltűnő nátha tüneteit is, melyek hasonlítottak a fejét 2002-ben, Kínában felütő SARS-járványéhoz.
- A 375., "Jureru Sima no Tatakai! Dodzsoacs VS Namazun!!" című rész, ami angolul a "Battle of the Quaking Island! Barboach VS Whiscash!!" címet kapta, Ash Ketchum már végzett Mossdeep város edzőtermében, és következő céljához indul, az utolsó terembe, Sootopolis városba. Ash és barátai a Dzsodzso Sziget felé tartanak és útközben Whiscash által okozott földrengésbe kerülnek. Aztán találkoznak egy Pokémon edzővel, Csótával és elkezdik megfékezni Whiscasht. A részt eredetileg 2004, november 4-én adták Japánban, de később kihagyták, mivel a rajzfilm hasonlított a 2004, október 23-ai Csuecu földrengéshez. A részt később elhalasztották, azután megszakították. Az epizód az Advanced Generation 100. "Solid as a Solrock" és 101. "Vanity Affair" című része között jelent volna meg.

### Az új amerikai szinkron fogadtatása
2005 novemberében a 4Kids Entertainment, ami addig az anime jogaival bírt, kijelentette, hogy nem újítja meg ezen jogok iránti birtokviszonyát. Ezért a Pokémon USA Inc., a Japán Pokémon Co. alvállalata az egyetlen tulajdonosa az Ázsián kívüli Pokémon jogoknak. Ennek következményeként a régi stáb jelentős részét leváltották, és a szereplők új szinkronhangokat kaptak. Ez nagy nemtetszést váltott ki az Egyesült Államokban.

## Lásd még
- A Pokémonok listája

## Fordítás
Ez a szócikk részben vagy egészben  a   Pokémon (anime) című angol Wikipédia-szócikk fordításán alapul.  Az eredeti cikk szerkesztőit annak laptörténete sorolja fel. Ez a jelzés csupán a megfogalmazás eredetét és a szerzői jogokat jelzi, nem szolgál a cikkben szereplő információk forrásmegjelöléseként.